# Задорожна Любов Василівна
Любов Василівна Рябченко, у шлюбі Задорожна (3 листопада 1942, с. Висока Гора, Татарстан) — радянська та українська велогонщиця, майстер спорту міжнародного класу з треку та шосе (обидва – 1968), заслужений майстер спорту СРСР (1975).

## Біографія
Народилась 3 листопада 1942 року в с. Висока Гора Татарської АРСР.   
У 1976 році закінчила Харківський юридичний інститут. Вихованка Бориса Задорожного, з яким одружилася.  

## Спортивні досягнення
Протягом 15 років входила до складу збірної команди СРСР. У її складі ставала дворазовою срібною призеркою чемпіонатів світу з велоспорту на шосе (1967, 1972 рр.), дворазовою бронзовою призеркою чемпіонатів світу з велоспорту на треку (1963, 1972 р.р.)
15-разова чемпіонка СРСР, переможниця III і IV Спартакіади народів СРСР, капітан національної збірної команди з велосипедного спорту на шосе (1962—1972 рр.), рекордсменка світу на дистанціях з треку на 3 км та 20 км, рекордсменка СРСР та України. 8-разова чемпіонка ВЦРПС (1971–72). Виступала за команду спортивного товариства «Спартак» (Харків). Перший тренер – В. Привіс. 
За спортивні досягнення удостоєна звання «Заслужений майстер спорту СРСР», нагороджена Почесною грамотою Президії Верховної Ради України.
Після закінчення виступів з 1961 по 1975 р. — тренерка з велоспорту та інструкторка збірної команди СРСР, 1975–1982 рр. — заступниця директора, 1982–1987 — начальниця відділу ДЮСШ спортивного товариства «Спартак»,  у 1987—2009 рр. — начальниця навчального відділу обласного відділення спортивного товариства «Україна», від 2009 — директор СДЮШОР з тенісу (усі — Харків).